# Aleksandr Vinokurov

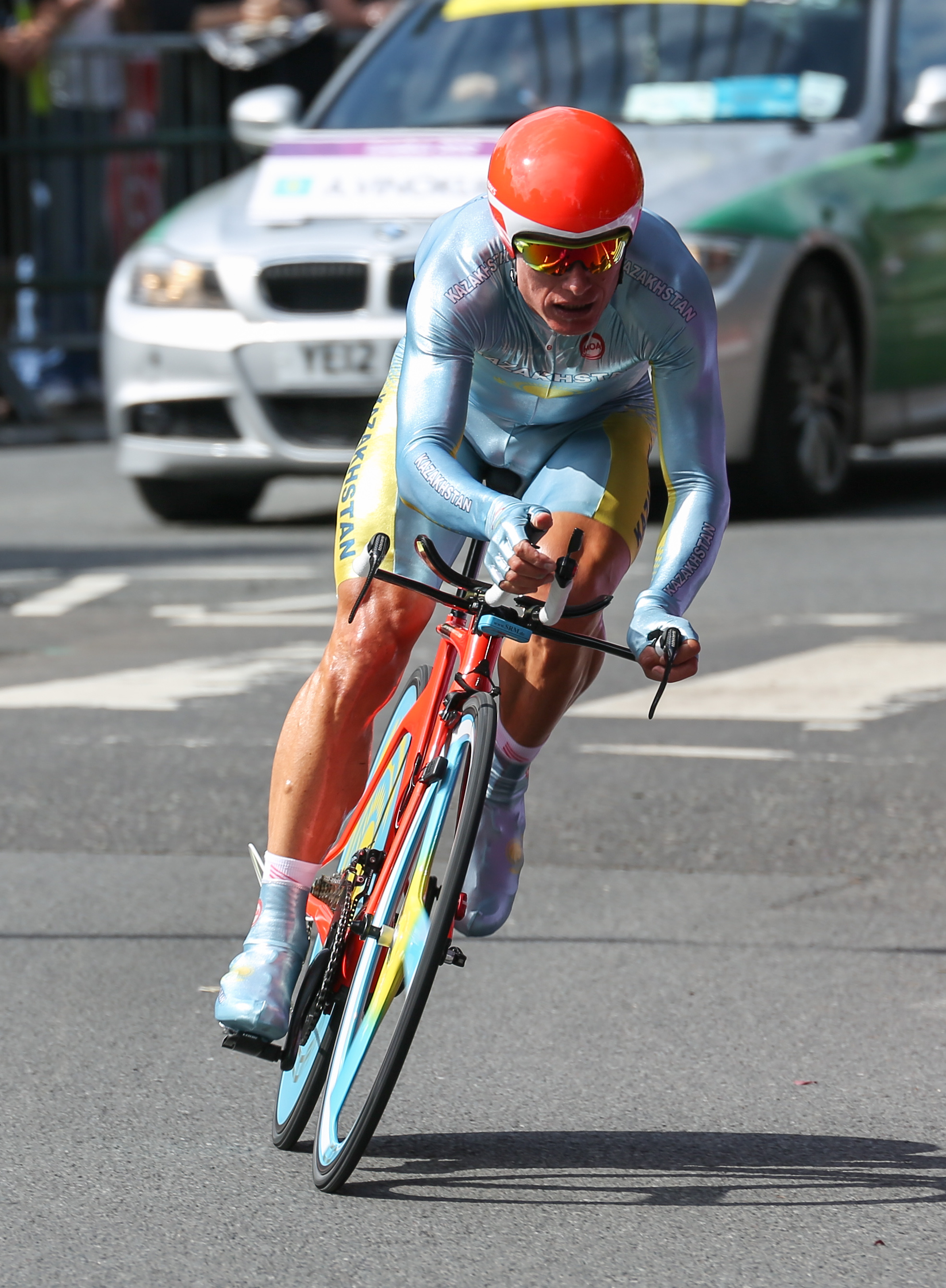
Aleksandr Vinokurov på tempoloppet under de Olympiska sommarspelen 2012 i London.

Aleksandr Nikolajevitj Vinokurov (ryska: Александр Николаевич Винокуров), född 16 september 1973 i Petropavl, Kazakiska SSR, är en kazakisk tidigare proffscyklist av ryskt påbrå .
Aleksandr Vinokurov blev professionell 1998 i det franska stallet Casino efter att bland annat ha deltagit i Sommar-OS 1996. Han gick år 2000 över till det tyska stallet Team Telekom och blev där hjälpryttare till bland annat Jan Ullrich. Vinokurov avbröt sin karriär i december 2007 efter att han blivit avstängd för bloddopning. Han återvände till sporten och Astana Team i slutet av säsongen 2009.
Vinokurov är en attackvillig cyklist som gick från att vara en bra cyklist till att bli en av favoriterna för att vinna tävlingen Tour de France. I Tour de France 2003 hamnade han på prispallen efter en rad starka attacker under loppet, och slutade trea totalt efter Lance Armstrong och Jan Ullrich. Han vann en etapp i tävlingen 2003, två etapper 2005, två etapper 2007 och en etapp 2010. Etappsegrarna 2007 ströks senare på grund av ett dopningsfall. I övrigt har han bland annat vunnit loppet Paris–Nice två gånger.
Vinokurov tog guldmedaljen på herrarnas linjelopp i landsvägscykling vid olympiska sommarspelen 2012 i London. Han vann loppet genom en sen utbrytning tillsammans med Rigoberto Urán från Colombia.

## Amatörkarriären
Aleksandr Vinokurov började på en sportskola i Kazakstans dåvarande huvudstad Almaty 1986 när han var 13 år och meningen var han en dag skulle kunna tävla för Sovjets nationella cykelstall. När skolan var över valde han att göra sin militärtjänst. Den 16 december 1991 blev Kazakstan självständigt och efter det cyklade Vinokurov för det kazakiska nationsstallet.
1993 slutade Aleksandr Vinokurov trea i det tyska etapploppet Regio Tour, tävlingen var vid tillfället en amatörtävling men blev året därpå en tävling för professionella. 1993 var också året när den första cyklisten från Kazakstan, Oleg Kozlitine, deltog i Tour de France, men det skulle dröja flera år innan Kazakstan gjorde sig ett namn inom cykelsporten. I början av Vinokurovs amatörkarriär vann han etapper i Tour of Ecuador 1995 och Tour of Slovenia 1996. Han deltog i Sommar-OS 1996 i Atlanta och slutade på 53:e plats i linjeloppet.
I början av 1997 kom Aleksandr Vinokurov till Saint-Étienne, Frankrike, och skulle där under ett år tävla för Espoir Cycliste Saint-Etienne Loire, för att sedan kunna bli professionell. Gilles Mas, som tillsammans med Pierre Rivory var sportdirektör för det franska stallet Casino, hade fått veta av tränaren för Kazakstans nationella stall att han önskade att sex av hans cyklister skulle få tävla professionellt i Europa, men först tyckte Mas att cyklisterna skulle tävla för ett amatörstall. Gilles Mas och Pierre Rivory valde att Andrej Mizurov och Vinokurov skulle komma över, men Mizurov ville inte lämna Kazakstan vid tillfället och valde därför att inte åka. Vinokurov valde att flytta till Frankrike men på grund av sjukdom blev flytten försenad efter att han tävlat i Tour of Malaysia. Samma år flyttade landsmannen och vännen Andrej Kiviljov till Spanien men när han inte tyckte om sitt stall bad Aleksandr Vinokurov sitt amatörstall att ge en plats till Kiviljov, en plats han också fick eftersom Mizurov hade tackat nej, och Kiviljov flyttade till Saint-Etienne i maj samma år.
Två veckor efter sin flytt till Frankrike slutade Aleksandr Vinokurov tvåa på en etapp i Tour of Auvergne. Senare under året vann han etapp 3 och 4 i Tour of Saone et Loire men också Essor Breton. Under sitt år i amatörstallet vann han tio tävlingar och managern för Casino, Vincent Lavenu, erbjöd kazaken ett kontrakt under två år för säsongerna 1998 och 1999.

## Tidiga professionella åren
Vinokurov blev professionell 1998 och vann under sitt första år sex tävlingar, bland annat Dunkirks fyradagars, Tour de l'Oise och etapper på Polen runt och Circuit des Mines. I början på 1999 vann han Volta a la Comunitat Valenciana och tre månader senare vann han två etapper på GP du Midi Libre. Han fortsatte genom att vinna Critérium du Dauphiné Libéré före amerikanen Jonathan Vaughters. Vinokourov vann etapp 2 och bar därefter den gula ledartröjan, dock förlorade han den till Vaughters efter ett tempolopp uppför Mont Ventoux. På nästa bergsetapp attackerade han flera gånger och lyckades på det sättet ta tillbaka tröjan i etapploppet.
Inför säsongen 2000 valde den kazakiske cyklisten att fortsätta sin karriär i Team Telekom. Han vann kombinationstävlingen i Paris–Nice och slutade trea i Critérium International. Sin första seger med det tyska stallet tog han på etapp 18 av Vuelta a España när han attackerade och fångade in utbrytningsgruppen bestående av Roberto Laiseka och Vicente Garcia Acosta under de sista 300 meterna. Några veckor senare tog han silvermedaljen, bakom stallkamraten Jan Ullrich men före Andreas Klöden, även han från Team Telekom, i Sommar-OS 2000 i Sydney. Medaljen blev Kazakstans genombrott inom cykelsporten.
2001 vann Vinokurov en etappseger i Tyskland runt och tog också hem totalsegern i tävlingen. Året därpå tog Vinokurov sin första seger på en etapp i Paris-Nice efter att ha attackerat från en liten grupp bestående av Laurent Jalabert och Andrej Kiviljov på Mont Faron, vilket ledde till att han fick iklädda sig ledartröjan som han kom att behålla till slutet. Senare under 2002 vann han den första bergsetappen i Schweiz runt men föll senare under tävlingen och fick föras till sjukhus. Där upptäckte läkare att kazaken hade skadat svansbenet och skadan innebar att han inte kunde delta i Tour de France, som han hade gjort de tidigare åren som professionell. Eftersom Jan Ullrich inte längre var anställd hos Team Telekom, efter att ha testat positivt för amfetamin, skulle Vinokurov ha varit ledare för stallet det året.

## 2003
Under Paris-Nices andra etapp 2003 inträffade en olycka där Vinokurovs vän och landsman Andrej Kiviljov samt två andra cyklister föll. Medan de andra två cyklisterna kunde fortsätta på sina cyklar hamnade Kiviljov i koma med anledning av de huvudskador han ådrog sig i fallet. Han avled senare samma kväll. Davide Rebellin vann etappen före Vinokurov och italienaren Dario Frigo. Vinokurov var mycket chockad över sin väns plötsliga död, men två dagar efter olyckan sa kazaken att han gärna ville vinna Paris-Nice ändå, och på etappen samma dag attackerade Vinokurov nedför Mont Faron, vann etappen och tog med det också över ledartröjan. Ytterligare två dagar senare klev kazaken upp på prispallen, med ett fotografi på Kiviljov, som vinnare av Paris-Nice, vilket var hans andra raka seger i etapploppet.
40 dagar är den traditionella perioden för sörjande i Kazakstan, och exakt 40 dagar efter Andrej Kiviljovs död vann Aleksandr Vinokurov det nederländska endagsloppet Amstel Gold Race. En tävling som han vann fyra sekunder framför Michael Boogerd.
Vinokurov är känd som en attackvillig cyklist och på en relativt platt första etapp i Schweiz runt 2003 gjorde kazaken en attack som bara den ryske cyklisten Sergej Ivanov kunde följa, och Vinokurov vann etappen och tog ledningen i tävlingen. På den första bergsetappen i tävlingen fick Francesco Casagrande en lucka till Vinokurov och efter etappen var Casagrande sex sekunder från att ta över ledartröjan. På nästa bergsetapp attackerade Casagrande igen och tog över den gula ledartröjan. Men på det individuella tempoloppet dagarna därpå hade Francesco Casagrande tunga ben medan Vinokurov slutade femma på etappen. Han tog därför över den gula ledartröjan igen och vann tävlingen.
Resultaten ledde till att Vinokurov blev ledare för Team Telekom inför Tour de France 2003 tillsammans med colombianen Santiago Botero. Han vann etapp 9 när han attackerade uppför den sista stigningen med nio kilometer kvar. Vinsten ledde till att han låg 21 sekunder efter Lance Armstrong och på en andra plats i sammandraget. En dag tidigare hade han slutat tvåa på etappen upp till l'Alpe d'Huez efter Iban Mayo. Flera dagar senare, efter det individuella tempoloppet, låg Vinokurov på tredje plats totalt sedan den före detta stallkamraten Jan Ullrich vunnit tempoloppet och tagit sig förbi honom i sammandraget. Ullrich slutade tvåa i tävlingen och Aleksandr Vinokurov behöll sin tredje plats. Han blev också utsedd till den mest offensiva cyklisten i Tour de France 2003. Innan sina framgångar i Tour de France 2003 sågs han inte som en möjlig vinnare av ett av de stora etapploppen, de så kallade Grand Tours, men med sin prispallsplacering i Tour de France 2003 visade han att han var ett hot för sammandraget i de stora tävlingarna.

## 2004

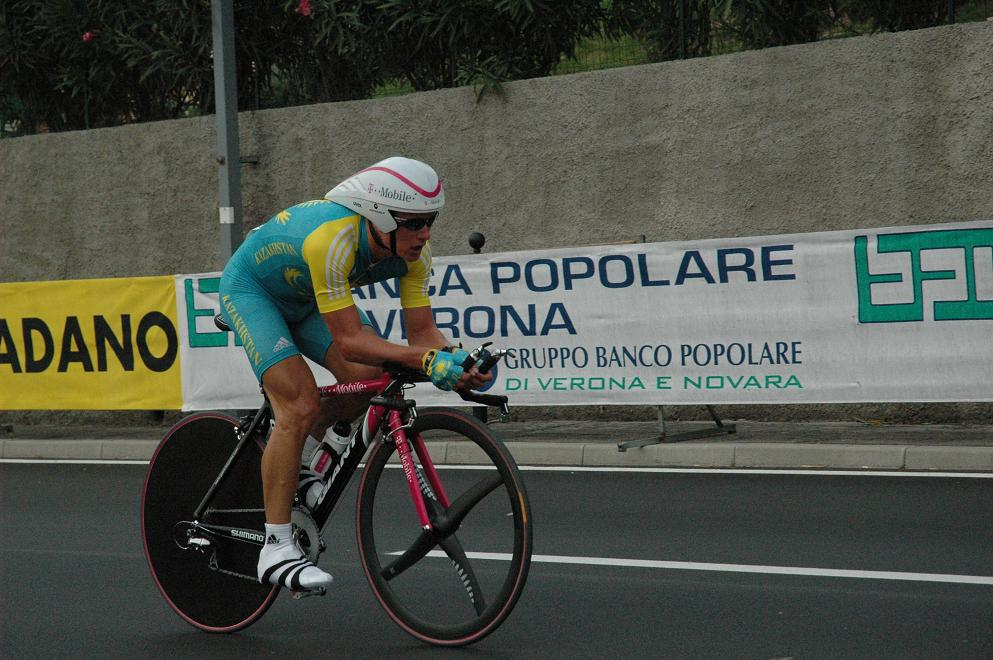
Aleksandr Vinokurov vann en bronsmedalj i 2004 års tempolopp i VM i Verona.

Vinokurov missade en viktig utbrytning på Paris-Nices andra etapp och tappade fem minuter på resten av klungan. Under tävlingen vann han tre etapper, och på den femte etappen attackerade han på slutet med åtta kilometer kvar att köra uppför en liten stigning. Han vann etappen och dedicerade vinsten till Andrej Kiviljov. På slutet av etapp 7 attackerade Vinokurov ledargruppen och han passerade utbrytaren Samuel Sánchez när det var två kilometer kvar av etappen och kunde enkelt vinna etappen. På den sista etappen vann kazaken framför ryssen Denis Mensjov, men slutade trots det över 19 minuter efter Jörg Jaksche i Paris-Nices slutställning.
Senare under året slutade han trea i Liège-Bastogne-Liège efter Davide Rebellin och Michael Boogerd. Vinokurov föll på den andra etappen av Schweiz runt och gjorde illa sig i axeln, en skada som hindrade honom från att delta i Tour de France 2004.
Han återvände till tävlandet i början av augusti när han deltog i det tyska etapploppet Regio Tour. Han vann det individuella tempoloppet på etapp 2. Nästa dag vann han spurten och bar därefter ledartröjan till tävlingens slut. I stället för Tour de France, då han hade varit skadad, deltog han i Spanien Runt, men med anledning av en matförgiftning som drabbade många av T-Mobile Teams cyklister förlorade Vinokurov mycket tid under den första veckan. I slutet av tävlingen mådde Vinokurov bättre och han slutade fyra på tempoloppet. Senare under året vann han bronsmedaljen i världsmästerskapens tempolopp.

## 2005
Under 2005 vann den rysk-kazakiske cyklisten Liège-Bastogne-Liège, vilket blev årets första seger. Vinokurov gjorde en utbrytning tillsammans med tysken Jens Voigt med mer än 50 kilometer kvar av tävlingen. Han attackerade senare flera gånger i slutskedet av loppet men kom inte ifrån Voigt. Istället väntade han och spurtade på slutet om tysken. I Dauphiné Libéré vann kazaken etappen uppför den legendariska stigningen Mont Ventoux. Efter tävlingen åkte han tillbaka till sitt hemland Kazakstan där han vann nationsmästerskapen före Andrej Mizurov och Andrej Kasjetjkin, vilket innebar att han fick cykla med den kazakiska mästartröjan under Tour de France 2005.
Han kom tillbaka till Frankrike och i juli 2005 började Tour de France. Det var i början osäkert vilken roll Vinokurov skulle ha i tävlingen eftersom T-Mobile Team hade tre potentiella ledare, Vinokurov, Jan Ullrich och Andreas Klöden.
På tävlingens första tempolopp slutade Vinokurov trea, och han slog sina stallkamrater Ullrich och Klöden med en marginal på 15 sekunder respektive 1 minut och 8 sekunder. Dock förlorade han en hel del tid i bergsetapperna, men han tog revansch på etapp 11 när han spurtade förbi Santiago Botero innan mållinjen och vann etappen. Han vann Henri Desgrange pris när han kom först till den högsta punkten, Col du Galibier på 2645 meter, under etapploppet.
Under etapp 14 attackerade Vinokurov från gruppen med Lance Armstrong, men när han gjorde det såg stallkamraterna Klöden och Ullrich till att han inte kunde fullfölja attacken. T-Mobile Team kritiserades för att de tydligt stödde Ullrich i stället för Vinokurov. Trots det vann Aleksandr Vinokurov den sista och 21:a etappen i Paris på Champs-Élysées före alla spurtare genom en egen attack i slutskedet efter att han först cyklat ikapp Bradley McGee. Dagen innan, på etapp 20, slutade kazaken trea efter Armstrong och Ullrich. Tredje platsen innebar att kazaken låg på sjätte plats i sammandraget inför den sista etappen, med två sekunder till femman Levi Leipheimer. Den cyklist som vann en bonusspurt fick vid tidpunkten 6 sekunder i tidsbonus medan tvåan och trean fick 4 respektive 2 sekunder. När Vinokurov på den sista etappen attackerade var Leipheimer tvungen att följa med för att få behålla sin femte plats i sammandraget. När Vinokurov attackerade var amerikanen Leipheimer den enda cyklisten som kunde följa kazaken. Vinokurov tog sex sekunder på amerikanen medan Leipheimer tog fyra i en bonusspurt. I normala fall hade Leipheimer därmed säkrat femteplatsen men trots att ledningen för tävlingen hade stoppat klockan med anledning av dåliga väderförhållanden, och att de valde att inte ge några poäng i bonussprinten, gav de ändå segraren, Vinokurov, 20 sekunder i tidsbonus för att ha korsat mållinjen först, vilket innebar att han slutade femma i tävlingen.
Efter säsongen valde Vinokurov att fortsätta sin karriär i Liberty Seguros-Würth.

## 2006
Inför säsongen 2006 gick Vinokurov över till det spanska stallet Liberty Seguros-Würth, som leddes av Manolo Saiz. Den 25 maj 2005 blev Saiz arresterad med anledning av att han var misstänkt för att ha tänkt köpa dopningsprodukter. Stallet tänkte därefter åka till Tour de France 2006 men fick problem inför det franska storloppet när flera cyklister i stallet, men också andra cyklister som skulle delta i tävlingen, troddes vara inblandade i dopningshärvan Operación Puerto. Detta medförde att Liberty Seguros-Würth var för få cyklister för att få starta och huvudsponsorn valde att avsluta sitt sponsorskap. Vinokurov var inte en av de anklagade i härvan.  Efter Tour de France kom hans stall dock tillbaka till proffscirkusen under namnet Astana Team. Astana är huvudstaden i Vinokurovs hemland Kazakstan, och sponsorn till stallet var ett företag från huvudstaden.
Aleksandr Vinokurov tog sin revansch senare samma år genom att vinna tre etapper i Vuelta a España, en tävling som han också vann totalt framför Alejandro Valverde och landsmannen Andrej Kasjetjkin.
I slutet av säsongen 2006 vann Vinokurov en bronsmedalj i världsmästerskapens tempolopp efter schweizaren Fabian Cancellara och amerikanen David Zabriskie.

## Dopning och Tour de France
Aleksandr Vinokurov önskade att vinna Tour de France 2007 och han var en av favoriterna till segern. Efter att ha vunnit poängtävlingen och två etapper i Dauphiné Libéré startade så Tour de France den 7 juli. Under den första veckan föll kazaken och skadade både knäna. Vinokurov tappade mycket tid i Alperna och det såg ut att bli svårt för honom att vinna tävlingen. När han inte längre tillhörde favoriterna vann han den 13:e etappen, en individuell tempoetapp i Albi, före Cadel Evans. Han vann också senare etapp 15 framför Kim Kirchen och Haimar Zubeldia. Men dagen därpå slutade lyckan för Vinokurov när han åkte fast för att troligtvis ha använt sig av en otillåten blodtransfusion. Kazakens stall drog sig ur tävlingen och Vinokurov riskerade två års avstängning samt att bli av med sina etappsegrar. Den 6 december 2007 meddelade Kazakstans cykelförbund att man stängde av Vinokurov under ett år. Detta innebar att han skulle kunna delta i de Olympiska sommarspelen i Peking 2008, men han valde ändå att avsluta karriären.

## Efter avstängningen
När säsongen 2008 närmade sitt slut berättade Aleksandr Vinokurov plötsligt att han ville komma tillbaka till cykelsporten och tävla med Astana Team. Vinokurov hade blivit avstängd under ett år eftersom han valde att avsluta sin karriär, i annat fall hade han blivit avstängd under två år. Union Cycliste Internationale som inte accepterade att se den kazakiske cyklisten tillbaka bad då Court of Arbitration for Sport att förlänga straffet i ytterligare ett år, då de inte tyckte att det var rättvist att Vinokourov skulle komma undan så lätt.
Den 24 juli 2009 blev det fritt fram för Aleksandr Vinokurov att börja tävla igen. Hans första tävling blev Tour de l'Ain som han körde tillsammans med det kazakiska nationslaget. Vinokourov vann etapp 3b, ett tempolopp, i tävlingen. Han vann även en silvermedalj på de asiatiska mästerskapens linjelopp bakom landsmannen Dmitrij Fofonov. Vinokourov vann också de asiatiska mästerskapens tempolopp framför Andrej Mizurov och Eugen Wacker.
Vinokurov återvände för att cykla Spanien Runt 2009 med Astana Team, ett lag som han varit med och startat upp, men lagledningen hade i början av augusti inte offentliggjort något om Vinokourovs eventuella comeback i laget. Han blev kontrakterad av det kazakiska stallet innan Vuelta a España men slutförde inte loppet.
I oktober 2009 vann Vinokurov det franska tempoloppet Chrono des Nations.

## Tillbaka i toppform
Säsongen 2010 var Vinokurovs första fullängdssäsong sedan avstängningen efter Tour de France 2007. Vinokurovs plan var att bygga sin form under våren och sedan köra Giro d'Italia 2007. Säsongen började bra med en femte plats i Medelhavet runt och hjälpte sedan lagkamraten Alberto Contador på Critérium International. I april tog Vinokurov segern i det första tempoloppet på Giro del Trentino, där han slutade 35 sekunder framför Ivan Basso på den 12,5 kilometer långa banan
. Han tog sedan segern i loppet framför Riccardo Riccò. Det var Vinokurovs första stora seger sedan han återvänt till Astana Team efter avstängningen.
På grund av sin dopningshistorik var inte Vinokurov säker på om han var välkommen att köra Tour de France 2010. Organisatörerna för Giro d'Italia hade inga problem med att bjuda in honom till det italienska treveckorsloppet. Han satsade på en stark prestantion, men var osäker på om han skulle kunna vinna tävlingen.
Senare under säsongen vann Vinokurov Liège–Bastogne–Liège, sex sekunder framför ryssen Aleksandr Kolobnev.
En månad senare slutade kazaken på sjätte plats i Giro d'Italia. Under tävlingen tillbringade han också fem dagar i den rosa ledartröjan. Vinokurov tog den rosa ledartröjan på den tredje etappen, efter att Cadel Evans kraschat och därmed förlorat ledningen.
Under sommaren startade kazaken Tour de France, där han hjälpte lagkamraten Alberto Contador under tävlingen. Spanjoren vann tävlingen framför Andy Schleck och Denis Mentjov. Tyvärr för Astana Team, blev Contadors seger borttagen efter att det visats att spanjoren hade testats positivt för clenbuterol. Vinokurov själv vann etapp 13 genom en soloattack på den sista stigningen för dagen.

## Tour de France-krasch
Under den nionde etappen av Tour de France 2011 kraschade Aleksandr Vinokurov och bröt lårbenet. Han meddelade officiellt att han tänkte avsluta sin karriär och att han hoppades få en plats i Team Astanas ledarstab. Men när hans återhämtning gick snabbare än förväntat, valde han att cykla Lombardiet runt innan han skulle avsluta sin karriär, men valde till slut att fortsätta karriären fram till säsongsavslutningen 2012.

## Comeback och Olympiska spelen

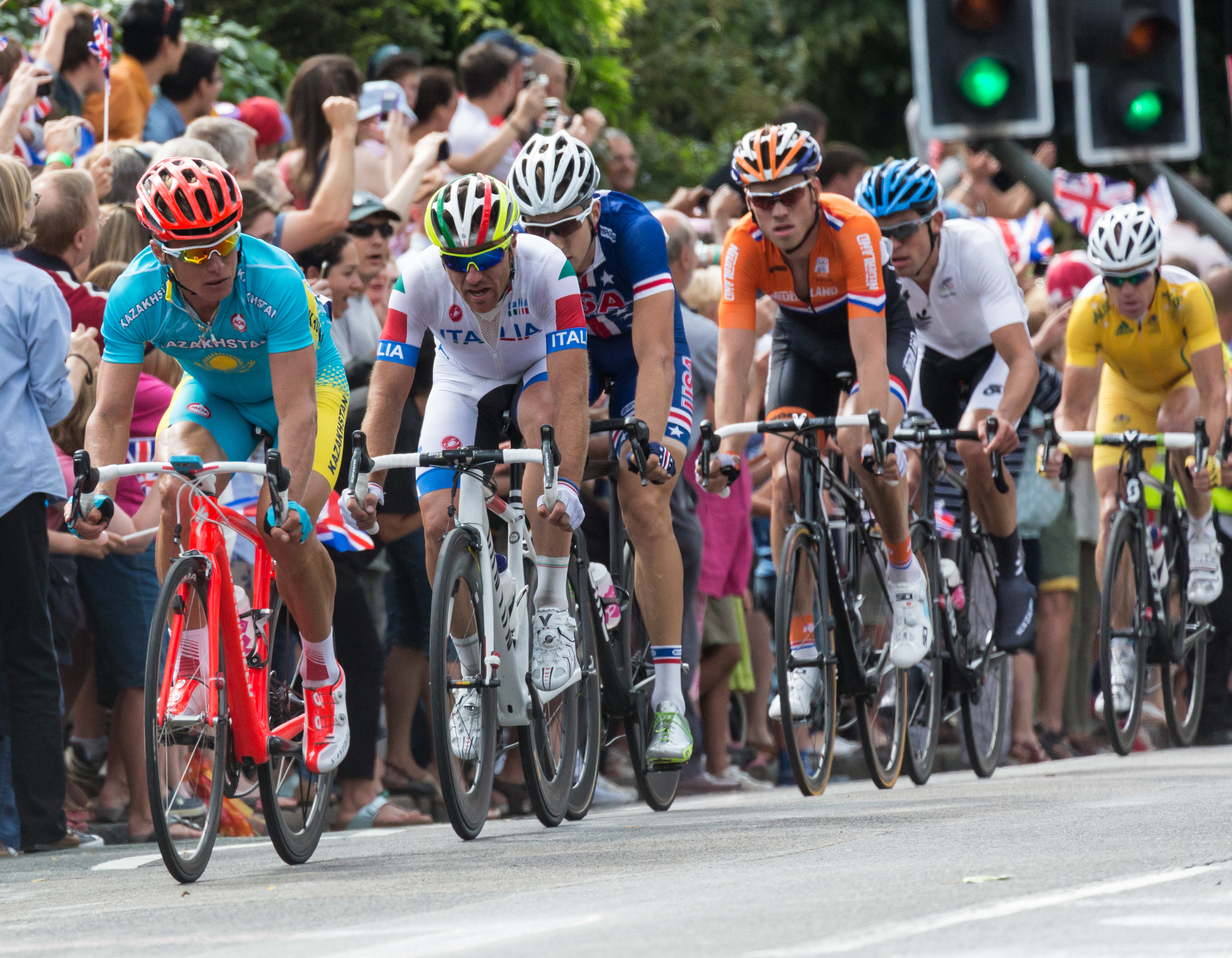
Aleksandr Vinokurov tog guld i linjeloppet under de Olympiska sommarspelen 2012.

Aleksandr Vinokurov kom tillbaka till cykelklungan under säsongen 2012, efter skadan han ådrog sig under Tour de France 2011, och gjorde sin säsongensdebut på Tour de Langkawi. Kazaken hade goda minnen från Tour de Langkawi eftersom det var på det loppet som han säkrade sitt första proffskontrakt med Casino inför säsongen 1998
Under sommaren deltog han i Tour de France 2012. Han vann ingen etapp i loppet, men blev utsedd till den mest offensiva cyklisten under etapp 18.
En vecka efter avslutningen av Tour de France startade de Olympiska sommarspelen 2012. Vinokurov vann guldmedaljen i herrarnas linjelopp i landsvägscykling vid olympiska sommarspelen 2012 i London. Vinokurov och Rigoberto Urán attackerade från en stor utbrytargrupp med åtta kilometer kvar och de arbetade bra tillsammans, men med 300 meter kvat valde kazaken att ta chansen till guldmedaljen i sitt sista Olympiska spel.

## Meriter
2012
- Olympiska sommarspelens linjelopp 2012

2011
- 1:a, etapp 3, Baskien runt
- 3:a, Romandiet runt
  - 1:a, etapp 3

2010
- Seger i Liège-Bastogne-Liège
- Etapp 13 i Tour de France
- 1:a, Giro del Trentino
- 2:a, Clásica de San Sebastián

2009
- 1:a, Chrono des Nations
- 1:a, Asiatiska mästerskapen - tempolopp
- 1:a, etapp 3b, Tour de l'Ain

2007
- Poängtävlingen, Critérium du Dauphiné Libéré
  - 1:a, etapp 3
  - 1:a, etapp 7
- 3:a, Tirreno–Adriatico

2006
- Seger totalt i Vuelta a España
- Etapp 8, 9 och 20 i Vuelta a España
- En etapp och totalt i Vuelta a Castilla y León
- Brons i världsmästerskapens tempolopp

2005
- Seger i Liège-Bastogne-Liège
- En etapp i Dauphiné Libéré
- Nationsmästerskapens linjelopp
- Etapp 11, 21 och 5:a totalt i Tour de France

2004
- Etapp 5, 7, 8 och totalt i Paris-Nice
- Brons i världsmästerskapens tempolopp

2003
- Seger i Amstel Gold Race
- En etapp och totalt i Paris-Nice
- En etapp och totalt i Schweiz runt
- Etapp 9 och 3:a totalt i Tour de France

2002
- En etapp och totalt i Paris-Nice

2001
- En etapp och totalt i Tyskland runt

2000
- En etapp i Vuelta a España
- Silver i linjeloppet i OS i Sydney

1999
- En etapp och totalt i Dauphiné Libéré

1998
- Seger i Dunkirks fyradagars

### Resultat i Grand Tours
| Grand Tour | 1999 | 2000 | 2001 | 2002 | 2003 | 2004 | 2005 | 2006 | 2007 | 2008 | 2009 | 2010 | 2011 | 2012 |
| ---------- | ---- | ---- | ---- | ---- | ---- | ---- | ---- | ---- | ---- | ---- | ---- | ---- | ---- | ---- |
| Giro       | -    | -    | -    | -    | -    | -    | -    | -    | -    | -    | -    | 6    | -    | -    |
| Tour       | 35   | 15   | 16   | -    | 3    | -    | 5    | -    | X    | -    | -    | 15   | X    | 31   |
| Vuelta     | -    | 28   | -    | X    | -    | X    | -    | 1    | -    | -    | X    | -    | -    | -    |

X = Bröt loppet

## Stall
- Casino 1998–1999
- Telekom, T-Mobile Team 2000–2005
- Liberty Seguros-Würth 2006
- Astana Team 2007–2012